# Joseph Merrick
Joseph Carey Merrick (5. srpna 1862, Leicester – 11. dubna 1890, Londýn), někdy též nesprávně John Merrick, byl Angličan s těžkými tělesnými deformacemi, jenž vystupoval v panoptiku pod jménem Sloní muž. Pocházel z Leicesteru a abnormální vývoj u něj započal v prvních letech života. Mezi jeho projevy se řadilo zvětšení rtů, jedné paže a obou nohou, ztluštělá kůže a masivní kostní výrůstek na čele. Pád v dětském věku mu přivodil poškození kyčelního kloubu s následkem trvalého zhoršení chůze.
Když ve třinácti letech dokončil školu, nemohl kvůli svému vzhledu nalézt zaměstnání. Doma musel snášet posměch a bití, a tak v sedmnácti utekl do chudobince. Po čtyřech letech, v roce 1884, se rozhodl, že by svého tělesného postižení mohl využít k výdělku. Kontaktoval proto kabaretního komika Sama Torra, který jej v Leicesteru a oblasti East Midlands vystavoval pod jménem Sloní muž. Koncem téhož roku odjel do Londýna, kde se ho po manažerské stránce ujal Tom Norman, provozující panoptikum v ulici Whitechapel Road. Přes ulici od něj se nacházela Londýnská nemocnice, jejíhož chirurga Fredericka Trevese Merrickovo tělesné postižení zaujalo. Domluvil s ním proto lékařské vyšetření a pořídil několik fotografií. Krátce poté úřady Normanovo panoptikum zavřely a Merrick byl poslán na turné po kontinentální Evropě.
V Belgii jej jeho nový manažer okradl o celoživotní úspory a ponechal ho samotného v Bruselu. Po strastiplné cestě se mu podařilo vrátit do Londýna, kde ho díky policii našel Frederick Treves. Ten mu zařídil přijetí v Londýnské nemocnici, která mu po zbytek jeho života poskytla lůžko. Treves ho denně navštěvoval a mezi oběma muži vzniklo blízké přátelství. Merrickův případ vzbudil zájem, pozornost a soucit britské vyšší společnosti, včetně královské rodiny, což nepochybně zapříčinilo i to, že on sám ke své chorobě přistupoval s velkou důstojností, statečností a zbožností.
Zemřel v dubnu 1890 ve věku 27 let. Jako oficiální příčina smrti bylo uvedeno udušení, ačkoli podle Trevese, který provedl pitvu, zemřel v důsledku zlomení vazu. Domníval se, že Merrick, který byl kvůli váze své hlavy nucen spát vsedě, chtěl zkusit spát vleže jako ostatní. Přesná příčina Merrickových tělesných deformací není známá. Po většinu 20. století převládal názor, že trpěl neurofibromatózou typu 1. V roce 1986 byla předložena nová teorie, podle níž šlo o Proteův syndrom. Roku 2001 se objevila domněnka, že Merrick trpěl kombinací obou chorob. DNA testy jeho vlasů a kostí však nebyly jednoznačně průkazné.
Jeho životní příběh se stal námětem řady knih a dramatických ztvárnění. Řadí se mezi ně například divadelní hra Sloní muž dramatika Bernarda Pomerance z roku 1979, či celovečerní film Sloní muž režiséra Davida Lynche, který měl premiéru o rok později.

## Mládí a rodina
Narodil se v Leicesteru, v anglickém hrabství Leicestershire, do rodiny Josepha Rockley Merricka a Marry Jane rozené Pottertonové. Otec Joseph Rockley (cca 1835–1897) byl synem tkalce Barnabase Merricka, původem z Londýna, který se do Leicesteru přestěhoval ve 20. či 30. letech 19. století, a jeho třetí manželky Sáry rozené Rockley. Pracoval jako operátor stroje v továrně na bavlnu a rovněž provozoval galanterii. Matka Marry Jane (cca 1834–1873) byla dcerou yorkshirského zemědělce a trpěla nespecifikovanou formou tělesného postižení. V mládí pracovala jako služka v Leicesteru a později jako učitelka v nedělní škole. Jejich syn Joseph Carey byl pojmenován po otci a druhé jméno mu zvolila matka po baptistickém kazateli Williamu Careym. Merrickovi měli ještě dvě děti: syna Williama Arthura (* 1866), který ve čtyřech letech zemřel na spálu, a dceru Marion Elizu (* 1867), jež se narodila s tělesným postižením a zemřela ve dvaceti čtyřech letech.
Brožura The Autobiography of Joseph Carey Merrick („Autobiografie Josepha Careyho Merricka“), vydaná přibližně roku 1884 během jeho vystavování v panoptiku, uvádí propuknutí prvních symptomů jeho onemocnění pět let po narození v podobě „silné hrbolaté kůže (…) podobné [kůži] sloní, a to téměř i barvou“. Podle článku, zveřejněného v roce 1930 v periodiku Illustrated Leicester Chronicle, začaly Merrickovi 21 měsíců po narození otékat rty, utvářet se kostnatá boule na čele a uvolňovat a zdrsňovat se kůže. V průběhu růstu docházelo k výraznější asymetrii mezi levou a pravou horní končetinou a významnému zvětšení obou nohou. Merrickova rodina vysvětlovala synovy symptomy jako důsledek psychického traumatu, které jeho matka utrpěla v těhotenství, když ji v zábavním parku porazili a vystrašili sloni. Koncept tzv. „mateřského vtištění“ (emoční prožitek těhotné ženy mohl trvale ovlivnit tělesný vývoj plodu) byl v 19. století ve Spojeném království stále běžný. Samotný Merrick si tuto víru o příčině své nemoci udržel po celý život.
Kromě již zmíněných tělesných deformací, během dětství upadl a poranil si levý kyčelní kloub. Zranění se zanítilo a zanechalo jej permanentně chromého. Navzdory tělesnému postižení chodil do školy a těšil se vřelému vztahu se svou matkou. Ta však v květnu 1873 v jeho jedenácti letech zemřela na bronchopneunonii. Po její smrti se spolu s otcem a sestrou přestěhoval k Emmě Wood Antillové, s níž se jeho otec v prosinci 1874 oženil.

## Zaměstnání a život vchudobinci
Školu opustil ve třinácti letech, což bylo v té době běžné. Život doma pro něj byl „naprostým trápením“ a ani otec, ani nevlastní matka vůči němu neprojevovali žádnou náklonnost. Dvakrát nebo třikrát utekl z domova, ale otec jej pokaždé našel a přivedl zpět. Ve třinácti našel práci v továrně, kde vyráběl cigarety, ale po třech letech se deformace jeho pravé ruky zhoršila a on tak již neměl požadovanou zručnost. Jako nezaměstnaný se potuloval po ulicích a snažil se uniknout posměškům své nevlastní matky. Pro rodinu se stával stále větší finanční přítěží, a tak mu otec zajistil licenci podomního obchodníka, díky níž si mohl vydělat peníze podomním prodejem galanterie. Tento počin však skončil neúspěšně, jelikož Merrickovy obličejové deformace činily jeho projev stále více nesrozumitelnějším a potenciální zákazníci na jeho vzhled reagovali se zděšením. Ženy v domácnosti mu odmítaly otevřít dveře a lidé na něj již nejen zírali, ale rovněž jej ze zvědavosti pronásledovali. Podomním prodejem si tak nedokázal vydělat dostatek finančních prostředků, aby se mohl sám o sebe postarat. Když se jednoho dne v roce 1877 vrátil domů, otec jej pro tento neúspěch agresivně fyzicky napadl, a on opustil domov nadobro.
Po odchodu z domova žil v ulicích Leicesteru jako bezdomovec. Když se o tom doslechl jeho strýc, holič Charles Merrick, vyhledal ho a nabídl mu ubytování ve svém domě. Po následující dva roky zkoušel podomně prodávat v okolí Leicesteru, ale jeho snahy vydělat si na živobytí se, v porovnání s posledním pokusem, setkaly jen s nepatrným úspěchem. Jeho vzhled nakonec přitáhl negativní pozornost veřejnosti, a tak mu komisaři z Hackney Carriages odebrali licenci. Jelikož Merrickův strýc musel zaopatřil vlastní děti, nemohl již nadále podporovat svého synovce, a tak se v prosinci 1879, tehdy již sedmnáctiletý Merrick, uchýlil do místního chudobince Leicester Union Workhouse.
Tam se stal jedním z 928 ubytovaných. Lidé v chudobinci byli rozděleni podle věku a pohlaví, kvůli čemuž Merricka umístili mezi ostatní muže ve věku od 16 do 60 let. Dne 22. března 1880, pouhé tři měsíce po příchodu, z chudobince odešel a strávil dva dny hledáním práce. Jelikož však nebyl o nic úspěšnější než dříve, vrátil se zpět. Tentokrát v chudobinci setrval po čtyři roky. Kolem roku 1882 podstoupil operaci obličeje, protože protruze z jeho úst již činila 20–23 centimetrů, což mu výrazně bránilo v řeči a ztěžovalo přijímání potravy. Zákrok podstoupil v Leicesterské královské nemocnici a velká část tkáně při něm byla odstraněna.

## Kuriozitou vpanoptiku

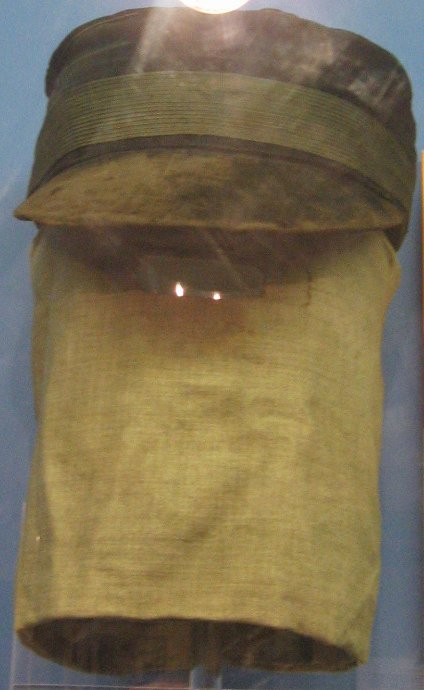
Merrickova čepice a kápě

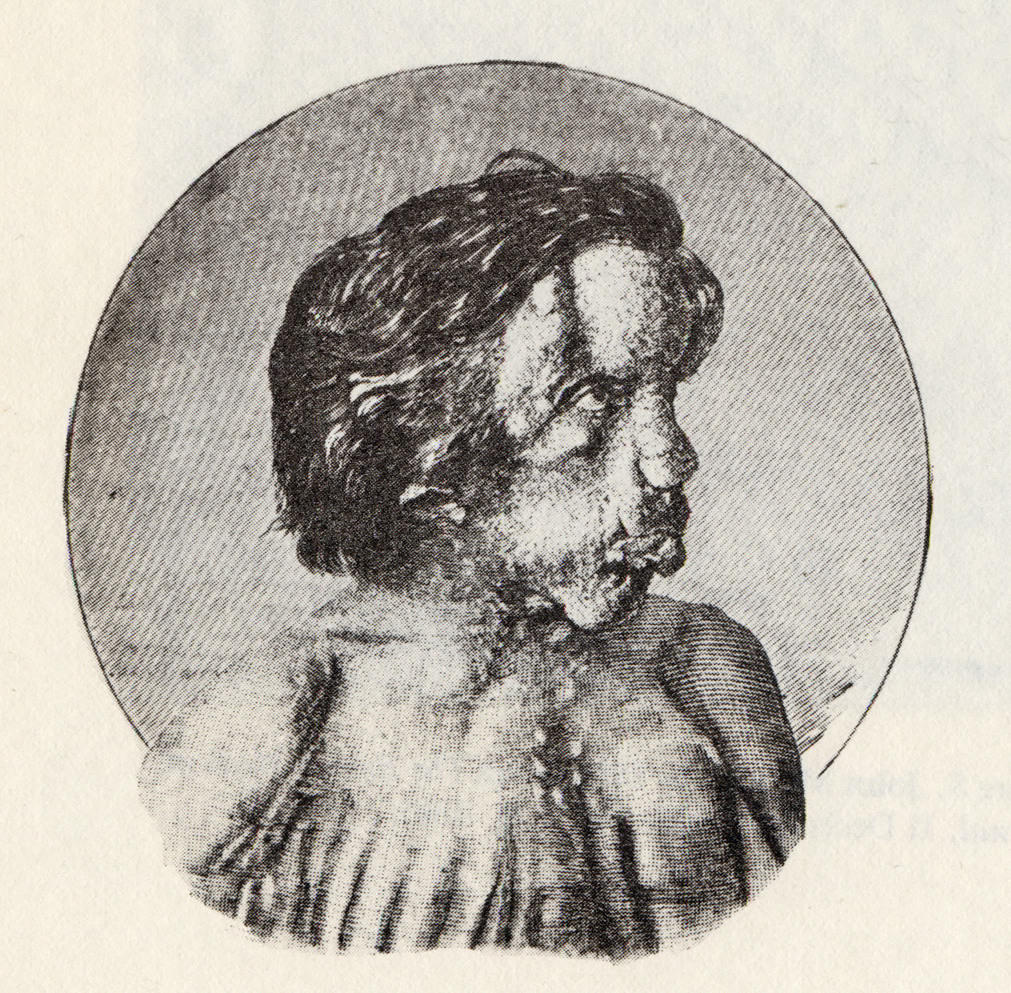
Kresba Merricka, zveřejněná roku 1886 v lékařském časopise British Medical Journal

Merrick usoudil, že jediným způsobem, jak opustit chudobinec, je vystupoval jako rarita či kuriozita v panoptiku. Znal místního kabaretního komika Sama Torra, jemuž za tím účelem napsal dopis. Torr ho poté navštívil v chudobinci a rozhodl se, že by jeho vystavováním mohli vydělat peníze, avšak kvůli zachování originality by muselo jít o putovní vystavování. Zařídil mu skupinu manažerů, kterými byli majitel kabaretu J. Ellis, cestující showman George Hitchcock a majitel zábavního parku Sam Roper. Merrick opustil chudobinec 3. srpna 1884 a začal svou novou kariéru.

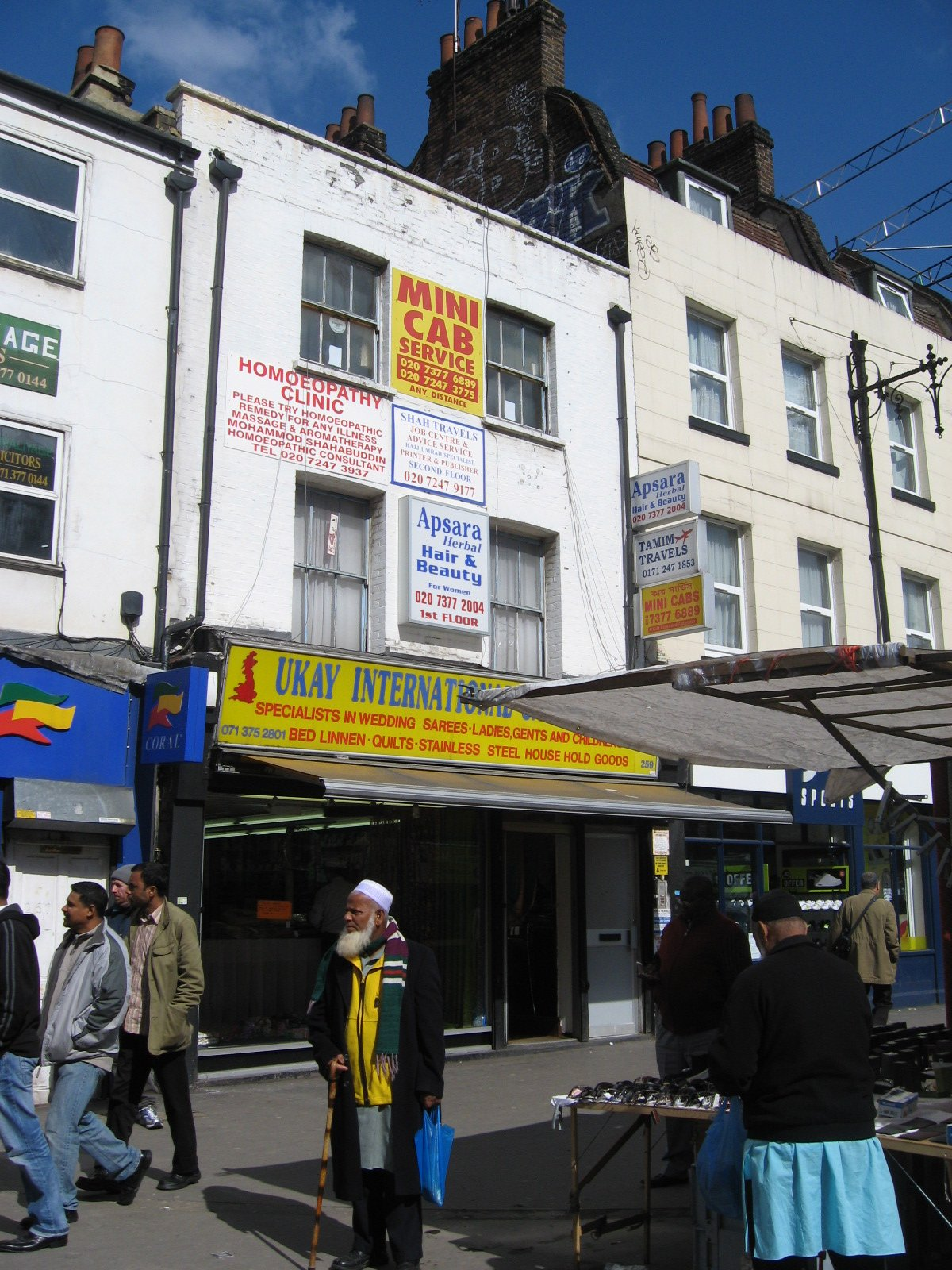
Obchod na Whitechapel Rod, kde byl Merrick vystavován. K roku 2010 se zde prodávají indické ženské oděvy sárí.

Merrickovi vymysleli přezdívku Sloní muž a inzerovali ho jako „napůl člověka a napůl slona“. Z počátku jej předváděli v oblasti East Midlands, včetně Leicesteru a Nottinghamu. George Hitchcock poté kontaktoval svého známého, Toma Normana, provozujícího panoptika v londýnském East Endu. Aniž by se s Merrickem předtím setkal, souhlasil Norman s převzetím organizace jeho vystoupení, a v listopadu 1884 Hitchcock s Merrickem odcestovali do Londýna.
Když Norman Merricka poprvé spatřil, byl zděšen rozsahem jeho tělesných deformací a měl obavu, že by jeho vzhled mohl být až příliš hrůzný. Přesto ho začal vystavoval v zadní části prázdného obchodu v ulici Whitechapel Road v East Endu. Merrick měl k dispozici železnou postel se závěsem, který mu umožňoval aspoň nějaké soukromí. Jednoho rána jej Norman pozoroval a zjistil, že spí vsedě s pokrčenýma nohama a hlavou opřenou o kolena. Jeho velká hlava byla totiž příliš těžká, aby mu umožnila spát vleže, čímž by, jak sám uváděl, „riskoval, že se vzbudí se zlomeným krkem“. Norman vyzdobil obchod plakáty vytvořenými Hitchcockem, které znázorňovaly napůl člověka a napůl slona. Byla rovněž vytvořena brožura s názvem The Autobiography of Joseph Carey Merrick („Autobiografie Josepha Careyho Merricka“), popisující Merrickův život. Tato biografie, ať již psaná Merrickem či nikoliv, poskytla celkově přesné informace o jeho životě. Obsahovala sice nepřesné datum narození, avšak Merrick byl po celý svůj život ohledně této informace nekonkrétní.
Vystavování Sloního muže bylo poměrně úspěšné, přičemž peníze vydělával především prodej biografických brožur. Merrick si část výdělku dával stranou, doufaje, že jednoho dne bude mít dost peněz, aby si pořídil vlastní dům. Obchod v ulici Whitechapel Road se nacházel naproti Londýnské nemocnici, díky čemuž ho navštěvovali jak studenti medicíny, tak lékaři, kteří chtěli spatřit Merricka. Patřil mezi ně i mladý chirurg Reginald Tuckett. Ten byl, podobně jako jeho kolegové, zaujat tělesnými deformacemi Sloního muže, a pověděl o nich svému nadřízenému kolegovi Fredericku Trevesovi.
Treves se s Merrickem poprvé setkal v listopadu 1884 během soukromého vystoupení, které proběhlo předtím, než Norman ten den otevřel obchod pro veřejnost. O necelých čtyřicet let později ve své knize The Elephant Man and Other Reminiscences z roku 1923 napsal, že Merrick byl „nejodpornější exemplář lidstva, který jsem kdy viděl (…) nikdy jsem se do té doby nesetkal s tak zvrácenou verzí člověka, jako byl tento jedinec“. Setkání trvalo asi čtvrt hodiny a Treves se po něm vrátil do práce. Později téhož dne poslal do obchodu Tucketta, aby zjistil, zda by Merrick souhlasil s lékařským vyšetřením v nemocnici. Jak Merrick, tak Norman souhlasili. Aby se i na tak krátkou vzdálenost byl schopen přemístit bez zbytečné pozornosti, měl na sobě kostým sestávající z velkého černého pláště a hnědé čepice s kápí přes obličej, a přijel v drožce najaté Trevesem.
V nemocnici jej vyšetřil a zpozoroval, že Merrick je „plachý, zmatený a zjevně vystrašený“, přičemž v této fázi jej pokládal za imbecila. Při podrobné prohlídce Treves zjistil, že obvod jeho hlavy činí 91 centimetrů, obvod zápěstí 30 centimetrů a obvod jednoho z prstů 13 centimetrů. Poznamenal, že jeho kůže je pokryta papilomy, z nichž největší je zdrojem zápachu. Podkožní tkáň jevila známky prořídnutí, což mělo za následek ochablou kůži, která v některých oblastech odstávala od těla. Přítomny byly deformace kostí pravé horní končetiny, obou dolních končetin a především lebky. I přes korektivní operaci úst, kterou Merrick podstoupil v roce 1882, byla jeho řeč stěží srozumitelná. Jeho levá horní končetina nebyla deformovaná, stejně tak byl normální jeho penis a šourek. Kromě Merrickových tělesných deformací a chromé kyčle, došel Treves k závěru, že je v dobrém zdravotním stavu. Podle Normana podstoupil Merrick lékařské vyšetření dvakrát nebo třikrát a při jednom z nich dostal Trevesovu navštívenku. Během jedné z návštěv Treves pořídil fotografie, jejichž kopie předané Merickovi později doplnily již zmíněnou biografickou brožuru. Dne 2. prosince 1884 představil Treves Merricka na schůzi Londýnské patologické společnosti v Bloomsbury. Merrick nakonec Normanovi sdělil, že již do budoucna nechce podstupovat lékařská vyšetření v nemocnici. Podle Normana mu řekl, že byl „vysvlečen do naha a cítil se jako zvíře na dobytčím trhu“.
V tomto období viktoriánská Anglie změnila přístup vůči panoptikům, v jednom z nichž byl také vystavován Sloní muž. Vystoupení, jako to Normanovo, byla příčinou veřejného znepokojení nejen s ohledem na slušnost, ale též kvůli rušení klidu přihlížejícími davy. Nedlouho po Merrickově posledním lékařském vyšetření Frederickem Trevesem byl Normanův obchod na Whitechapel Road uzavřen policií a Merrickovi manažeři z Leicesteru jej Normanovi odejmuli. V roce 1885 se Merrick vydal na putovní zábavní vystoupení se Samem Roperem. Během něj se spřátelil se dvěma dalšími vystupujícími, „Roperovými trpaslíky“ (Bertramem Dooleym a Harry Bramleym), kteří Merricka čas od času bránili před obtěžováním veřejností.

### Kontinentální Evropa

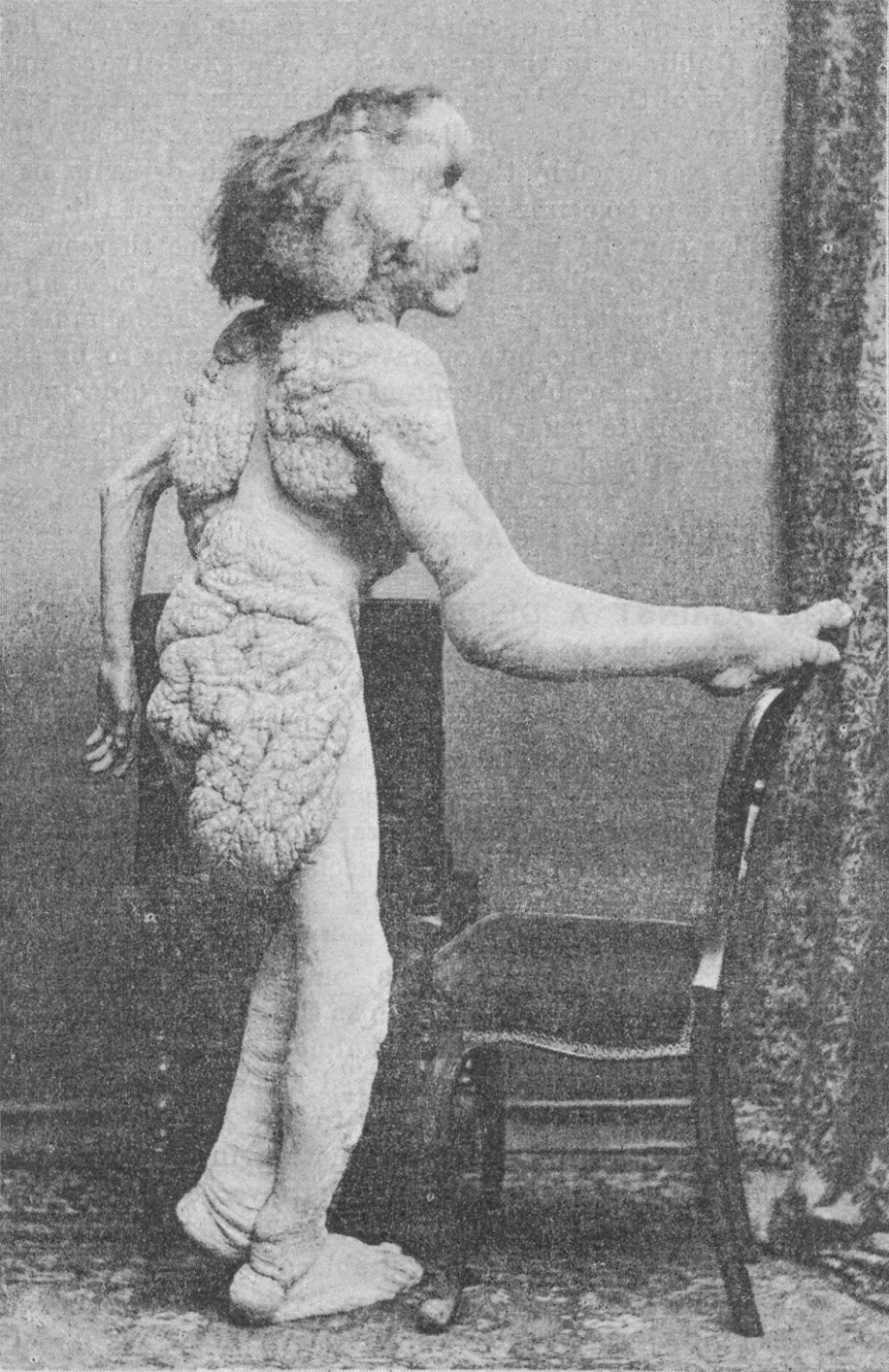
Merrick na fotografii z roku 1888

Opadnutí zájmu veřejnosti o panoptika a podobná vystoupení pokračovalo a policie a magistráty se důkladně angažovaly v jejich potírání. Merrick, coby Sloní muž, byl pro diváky i nadále děsivou podívanou a Roper začal být nervózní kvůli tomu, jak velkou negativní pozornost místních úřadů dokázal přitáhnout. Merrickova skupina manažerů se proto rozhodla jej vyslat na turné po kontinentální Evropě s nadějí, že tamní úřady budou více shovívavé. Jeho vedení se ujal neznámý muž (možným jménem Ferrari). Na kontinentu však Sloní muž nebyl o moc úspěšnější než ve Spojeném království, a úřady proti jeho vystupování postupovaly obdobně. V Bruselu Merricka opustil jeho nový manažer, který mu navíc ukradl 50 liber úspor (v přepočtu na ceny roku 2013 celkem 4000 liber). Opuštěný Merrick se dostal vlakem do přístavního města Ostende, kde se neúspěšně pokusil nalodit na převozní loď do Doveru. Následně cestoval do Antverp, kde se mu podařilo nastoupit na loď plující do města Harwich v hrabství Essex. Odtud cestoval vlakem do Londýna, kam dorazil 24. června 1886 na nádraží Liverpool Street Station.
Merrick se tak v bezpečí dostal zpět do své vlasti, ale neměl kam jít. V londýnském chudobinci nesměl zůstat déle než jednu noc a přijmout ho mohl pouze 158 kilometrů vzdálený chudobinec v Leicesteru, kde byl stálým rezidentem. Pokusil se požádat o pomoc cizí lidi, ale jeho řeč byla nesrozumitelná a zjev odpudivý. Upoutal pozornost zvědavého davu, který jej začal pronásledovat. Pomohl mu až policista, jenž ho odvedl do prázdné místnosti. Tam se vyčerpaný Merrick schoulil do rohu. Neschopen vyjádřit se tak, aby mu bylo rozuměno, byla jeho jedinou identifikací navštívenka Fredericka Trevese. Policie Trevese kontaktovala a ten obratem na nádraží dorazil. Merricka následně drožkou odvezl do Londýnské nemocnice, kde byl přijat s bronchitidou. Personál jej pak umyl, nakrmil a uložil do postele v malé místnosti na izolačním oddělení v podkroví nemocnice.

## Londýnská nemocnice

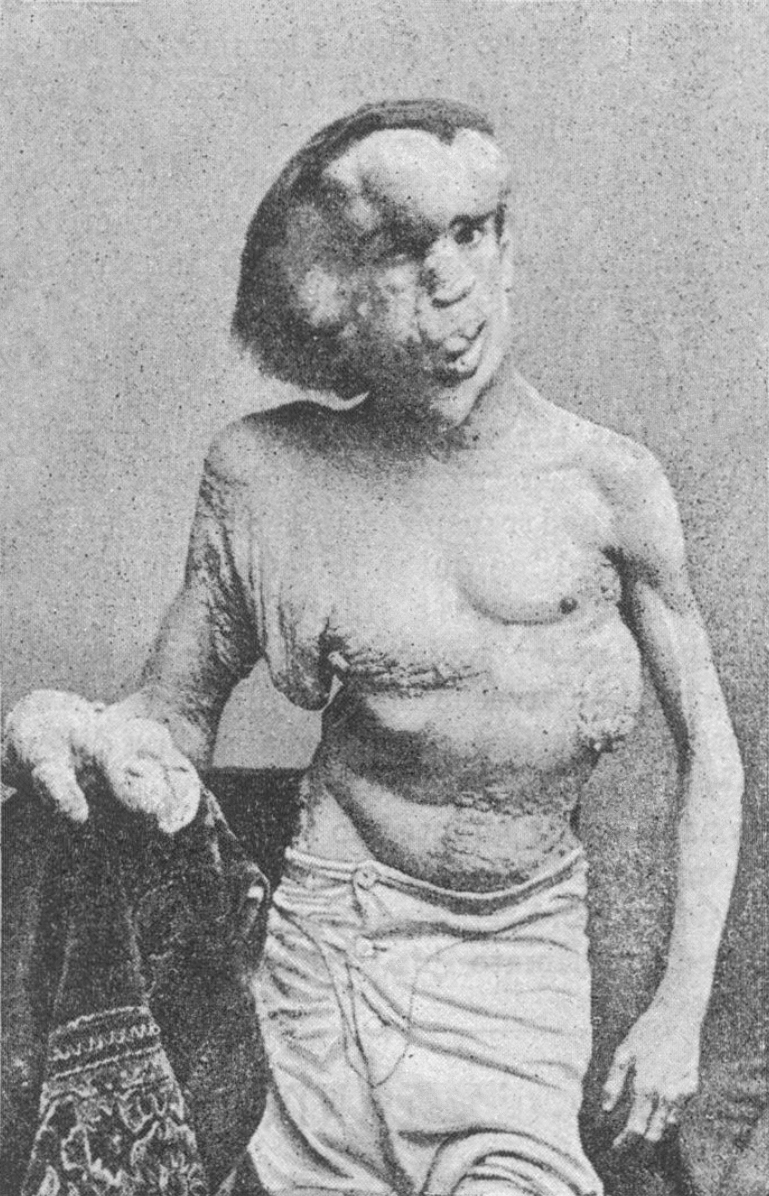
Merrick na fotografii z roku 1889

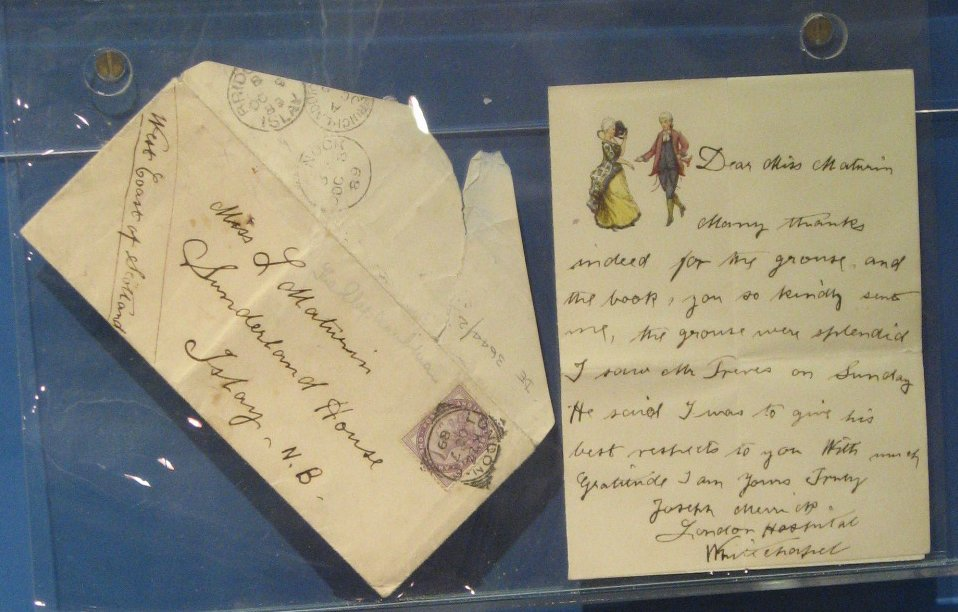
Jediný dochovaný dopis psaný Merrickem

Po Merrickově přijetí do nemocnice měl Treves více času na provedení podrobnějšího vyšetření. Zjistil, že jeho zdravotní stav se za poslední dva roky zhoršil, a pozoroval znatelnou změnu v omezeních daných tělesnými deformacemi. Domníval se, že trpěl srdečními problémy a zbývá mu jen několik let života. Po pěti měsících strávených v nemocniční péči se Merrickův celkový zdravotní stav zlepšil. Ačkoliv některé zdravotní sestry byly zpočátku rozrušené jeho vzhledem, nakonec tento pocit překonaly a ochotně se o něho staraly. Problém s nepříjemným zápachem se podařilo odstranit častou koupelí a Treves postupně začal rozumět jeho řeči. Zároveň došlo k pořízení sady nových fotografií pacienta. Nedořešena však stále byla otázka dlouhodobé péče. Předseda nemocničního výboru Francis Carr Gomm sice Trevese podpořil v jeho rozhodnutí přijmout Merricka, avšak v listopadu 1886 bylo třeba vytvořit nový dlouhodobý plán. Londýnská nemocnice nevlastnila odpovídající vybavení ani neměla kvalifikovaný personál pro zajištění péče o nevyléčitelně nemocné.
Carr Gomm kontaktoval instituce a nemocnice uzpůsobené k péči o chronické pacienty, ale ani jedna nechtěla Merricka přijmout. Následně napsal článek do deníku The Times, který byl otištěn 4. prosince, v němž popsal jeho případ a požádal čtenáře o radu. Reakce veřejnosti (v podobě dopisů i finančních darů) byla mimořádná a situaci zaznamenal i lékařský časopis British Medical Journal. Díky finanční podpoře od řady dárců se Carru Gommovi podařilo přesvědčit výbor o ponechání Merricka v nemocnici, a ten následně rozhodl, že mu bude umožněno v nemocnici setrvat po zbytek života. Z podkroví se přestěhoval do přízemního pokoje, který sousedil s malým dvorkem. Místnosti byly uzpůsobeny a zařízeny tak, aby Merrickovi vyhovovaly (mimo jiné speciálně konstruovanou postelí) a na základě Trevesových instrukcí v nich nebylo žádné zrcadlo.
V novém domově v Londýnské nemocnici se Merrick rychle zabydlel. Treves jej denně navštěvoval a každou neděli s ním trávil několik hodin. Když se Merrickovi konečně podařilo nalézt někoho, kdo rozuměl jeho řeči, byl nadšen dlouhými konverzacemi, které mohl se svým lékařem vést. Mezi oběma muži vzniklo přátelské pouto, ačkoli i tak se Merrick Trevesovi nikdy zcela nesvěřil. Nebyl například ochoten hovořit o období, kdy vystupoval v panoptiku, i když vyjádřil vděk svým bývalým manažerům. Trevesovi netrvalo dlouho, aby si – navzdory svému počátečnímu dojmu – uvědomil, že Merrick není mentálně retardovaný.
Treves v Merrickovi rozpoznal velmi citlivého člověka, který snadno projevuje své emoce. Někdy se nudil, cítil se osamělý a projevoval známky deprese. Po celý svůj dospělý život byl segregován od žen, nejprve v chudobinci a potom v panoptiku. Jediné ženy, s nimiž se setkal, byly buď znechucené nebo vyděšené jeho vzhledem. Jeho názor na ženy tak vycházel pouze ze vzpomínek na matku a z knih. Treves došel k přesvědčení, že by se Merrick rád seznámil s ženou, což by mu mohlo dodat pocit normálnosti. Domluvil proto setkání se svou známou, „mladou a pěknou vdovou“, Leilou Maturinovou. Ta souhlasila a po krátkém varování týkajícím se jeho vzhledu, vešla do místnosti. Setkání netrvalo dlouho a Merrick byl rychle přemožen emocemi. Později Trevesovi prozradil, že Maturinová byla první žena, která se na něj kdy usmála a podala mu ruku. S Merrickem zůstala nadále v kontaktu a ručně psaný dopis, jenž jí poslal, obsahující poděkování za dárek v podobě knihy a páru tetřevů, je jediným dochovaným dopisem, který napsal. Tato zkušenost setkání s ženou, byť krátká, v něm vyvolala nový pocit sebedůvěry. Během svého pobytu v nemocnici se setkal i s dalšími ženami, a všemi se zdál být unešen. Treves věřil, že Merrickovou naději by bylo jít žít do ústavu pro nevidomé, kde by se mohl seznámit s ženou, která by nemohla spatřit jeho tělesné deformace.

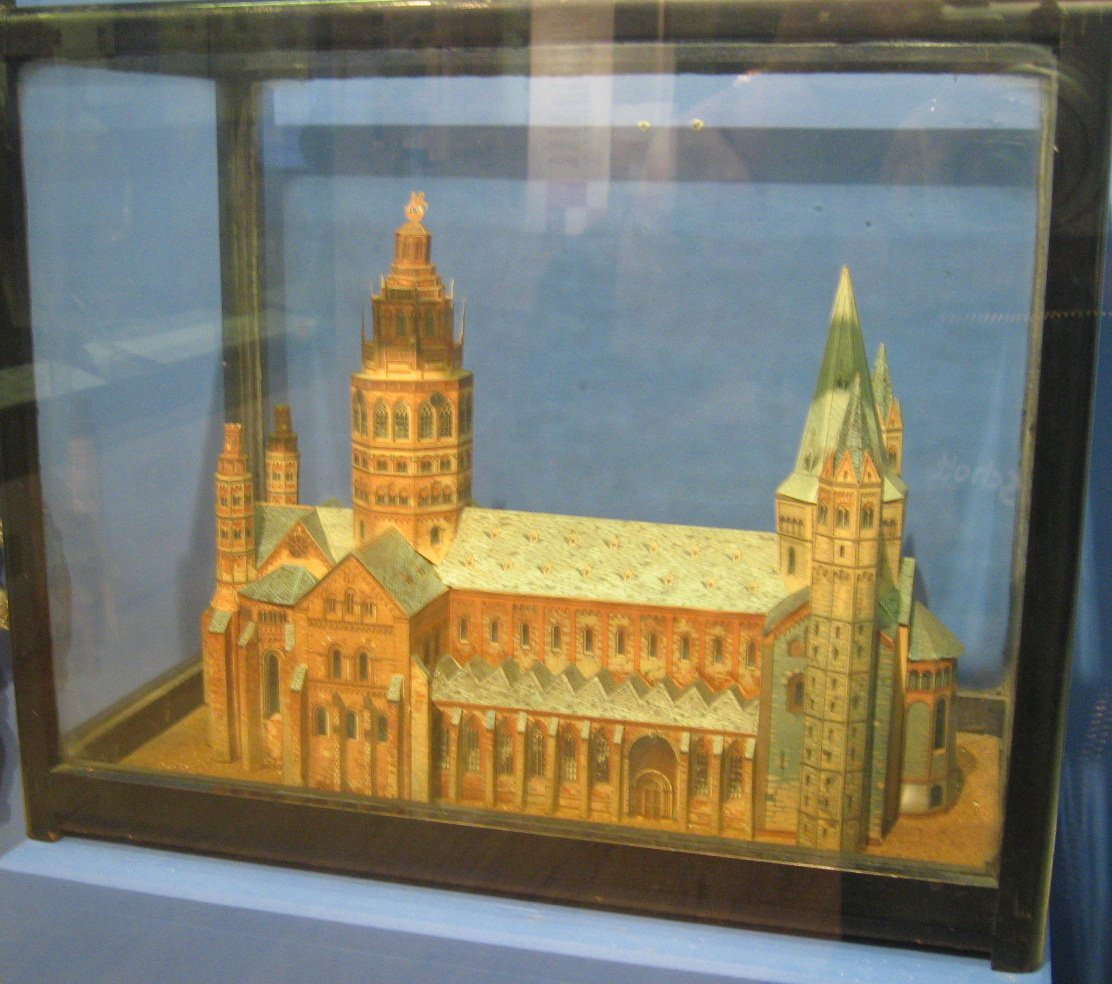
Papírový model katedrály v Mohuči postavený Merrickem

Merrick se chtěl dozvědět více o „reálném světě“, a vyptával se proto Trevese na řadu témat. Jednoho dne vyjádřil přání spatřit vnitřek skutečného domova, a Treves se zavázal, že jej vezme na návštěvu do svého domu v ulici Wimpole Street, kde ho zároveň představí své manželce. V nemocnici během dne četl knihy a stavěl modely z papírového kartonu. Přijímal též návštěvy ze strany Trevese a jeho kolegů chirurgů. Každý večer po setmění vycházel na přilehlý dvorek, kde se procházel.
V důsledku již zmíněného dopisu Carra Gomma do deníku The Times se jeho případ dostal do povědomí vyšší londýnské společnosti. Jednou z osob, která se o něj velmi zajímala, byla herečka Madge Kendalová. Přestože se s ním patrně nikdy osobně nesetkala, aktivně se angažovala v získání finančních prostředků a sympatií veřejnosti v Merrickův prospěch. Posílala mu svoje fotografie a najala pletače proutěných košů, aby za ním docházel a učil jej tomuto řemeslu. Merricka navštěvovali pánové a dámy z vyšší společnosti a nosili mu dárky v podobě fotografií a knih. On se jim odvděčoval dopisy a ručně vyráběnými dárky, jako třeba papírovými modely či proutěnými košíky. Tyto návštěvy si užíval a postupně se stal natolik sebevědomý, že konverzoval s lidmi, kteří procházeli kolem jeho oken. Občas jej navštěvoval mladík Charles Taylor, syn inženýra, který pro Merricka upravil jeho nemocniční pokoj, aby mu hrál na housle. Někdy byl Merrick natolik odvážný, že opustil svůj pokoj a šel se procházet po nemocnici. Když jej sestry zpozorovaly, vždy jej odvedly zpět, aby náhodou nepolekal ostatní pacienty.
Dne 21. května 1887 byly v nemocnici za přítomnosti prince a princezny z Walesu slavnostně otevřeny dvě nové budovy. Princezna Alexandra se následně přála setkat se s Merrickem, a tak královský pár navštívil jeho pokoj, kde se jim Merrick představil. Princezna mu potřásla rukou a krátce s ním poseděla, což v něm zanechalo pocit nadšení. Věnovala mu svoji podepsanou fotografii, kterou považoval za svůj nejcennější předmět, a každé Vánoce mu posílala přání.
Alespoň jednou se Merrickovi podařilo splnit si dávný sen – návštěvu divadla. Treves mu s pomocí Madge Kendalové zařídil návštěvu vánoční pantomimy v královském divadle Drury Lane v Covent Garden. Společně s Trevesem a několika zdravotními sestrami měli k dispozici soukromé lóže baronky Burdett-Couttsové. Podle Trevese byl Merrick uchvácen, naplněn úžasem a představení jej zanechalo oněmělého. Po několik následujících týdnů o něm vyprávěl a znovu prožíval jeho příběh, jako by byl skutečný.

## Poslední roky života
Celkem třikrát Merrick opustil nemocnici a Londýn, aby na několik týdnů odjel na venkov. Složitá jednání vedená před odjezdem vlaku do hrabství Northamptonshire, mu umožnila diskrétní nástup do vagónu, jenž měl celý k dispozici. Pobyty trávil na panství Fawsley Hall, které vlastnila lady Louise Knightley. Tam žil v lovecké chatě a dny trávil procházkami v lesích a sbíráním divoce rostoucích květin. Spřátelil se s místním mladým zemědělcem, který později Merricka popsal jako zajímavého a vzdělaného muže. Treves tento výlet nazval „jedinou vrcholnou dovolenou jeho [Merrickova] života“, byť ve skutečnosti proběhly takové cesty tři.
Merrickův zdravotní stav se během čtyř let jeho pobytu v Londýnské nemocnici postupně zhoršoval. Potřeboval velké množství péče ze strany zdravotnického personálu a většinu volného času trávil v posteli či křesle se stále menším množstvím energie. Jeho obličejové deformace se průběžně prohlubovaly a patrné bylo zvětšování celé hlavy. Zemřel 11. dubna 1890 ve věku 27 let. Jeho tělo, ležící v posteli, nalezl ve tři hodiny odpoledne jeden z Trevesových kolegů. Formálně jej identifikoval jeho strýc Charles Merrick. Vyšetřování příčiny smrti měl na starosti soudní lékař Wynne Edwin Baxter.
Merrickova smrt byla označena za nehodu a jako příčina smrti uvedeno udušení, způsobené váhou jeho hlavy poté, co si lehl na postel. Treves, který provedl pitvu, poznamenal, že Merrick zemřel na následky zlomení vazu. Jelikož věděl, že vždy spal kvůli váze své hlavy vsedě, došel Treves k závěru, že Merrick patrně „provedl experiment“ a chtěl zkusit spát vleže, jako ostatní lidé.
Při pitvě Treves udělal sádrové odlitky jeho hlavy a končetin. Odebral též vzorky kůže, které byly později zničeny během německých náletů za druhé světové války, a na stojan upevnil jeho kostru, která se stala součástí patologické sbírky Londýnské královské nemocnice. Přestože kostra nebyla nikdy veřejně vystavena, existuje v téže nemocnici malé muzeum věnované jeho životu, představující některé Merrickovy osobní věci (např. papírový model mohučské katedrály).

## Zdravotní stav
Již od dob Merrickova vystupování v panoptiku na Whitechapel Road bylo jeho tělesné postižení zdrojem zvědavosti lékařů. Jeho přítomnost na zasedání Londýnské patologické společnosti v roce 1884 vzbudila zájem přítomných lékařů, nevedla však k odpovědím nebo pozornosti, v něž Treves doufal. Případ byl pouze stručně zmíněn v lékařském časopise British Medical Journal, zatímco časopis The Lancet se jím zcela odmítl zabývat. O čtyři měsíce později, v roce 1885, přednesl Treves případ na zasedání patologické společnosti podruhé. Tou dobou již byl obchod Toma Normana na Whitechapel Road uzavřen a Merrick pryč. Bez něj si Treves musel vystačit s jeho fotografiemi, které pořídil během lékařského vyšetření. Jedním z přítomných lékařů byl dermatolog a autorita v oblasti kožních chorob Henry Radcliffe Crocker. Po vyslechnutí Trevesova popisu Merricka a zhlédnutí fotografií předpokládal, že by stav pacienta mohl být způsoben kombinací vzácné kožní afekce cutis laxa, charakterizované visícími závěsy kůže po ztrátě elasticity, novotvorbou podkožního vaziva (pachydermatokélou) a neznámé deformity kostí, způsobené změnami v nervové soustavě. O Merrickově případu napsal Crocker ve své učebnici Diseases of the Skin: their Description, Pathology, Diagnosis and Treatment z roku 1888.
Roku 1909 publikoval dermatolog Frederick Parkes Weber článek o von Recklinghausenově chorobě (dnes známé pod názvem neurofibromatóza typu 1) v časopise British Journal of Dermatology, a Merrickův stav v něm uvedl jako příklad onemocnění. Symptomy tohoto dědičného onemocnění zahrnují tumory nervové tkáně a kostí, a malé bradavičnaté výrůstky na kůži. Charakteristický symptom – přítomnost světle hnědé pigmentace kůže, známé jako skvrny café-au-lait, však na Merrickově těle nebyly nikdy pozorovány. Neurofibromatóza typu 1 byla po většinu 20. století přijímanou diagnózou jeho stavu, přičemž další návrhy zahrnovaly Maffucciho syndrom a polyostotickou fibrózní dysplazii (Albrightův syndrom).
V roce 1986 předložili Michael Cohen a J. A. R. Tibbles teorii v článku v časopise British Medical Journal, podle níž Merrick trpěl Proteovým syndromem, vzácnou kongenitální poruchou, kterou Cohen identifikoval o sedm let dříve. Odkazovali přitom na absenci skvrn café-au-lait a nepřítomnost histologického důkazu, že trpěl neurofibromatózou typu 1. Na rozdíl od neurofibromatózy, nepostihuje Proteův syndrom nervovou tkáň. Podle Cohena a Tibblese vykazoval Merrick následující příznaky Proteova syndromu: makrocefálii, hyperostózu lebky, hypertrofii dlouhých kostí, ztluštěnou kůži a podkoží, zejména na rukách a nohách, včetně hyperplazie chodidel, lipomy a byla také zjištěna nespecifikovaná hmota podkožní tkáně.
V červnu 2001 britský biolog Paul Spiring spekuloval v dopise časopisu Biologist, že Merrick mohl ve skutečnosti trpět kombinací neurofibromatózy typu 1 a Proteova syndromu. Možnost, že Merrick měl současně obě nemoci, vytvořila základ pro dokumentární film The Curse of The Elephant Man („Prokletí Sloního muže“) z roku 2003, natočený televizní stanicí Discovery Health Channel. Genealogický výzkum z roku 2002 prováděný v průběhu televizního dokumentu vedl britskou BBC k výzvě, která měla vypátrat potomky matčiny linie Merrickovy rodiny. V reakci na tuto výzvu se podařilo objevit leicesterskou obyvatelku Pat Selbyovou, pravnučku Merrickova strýce George Pottertona. Výzkumný tým odebral této vzdálené příbuzné vzorky DNA v rámci neúspěšného pokusu o diagnózu Merrickova stavu. V roce 2003 tvůrci dokumentu nechali provést další diagnostické testy za použití DNA získané z Merrickových vlasů a kostí. Jejich výsledky však byly neprůkazné a přesná příčina Merrickova zdravotního stavu tak zůstává neznámá.

## Vliteratuře, divadle a filmu
Frederick Treves v roce 1923 vydal knihu s názvem The Elephant Man and Other Reminiscences, v níž detailně popsal vše, co věděl o Merrickově životě a taky podrobnosti jejich vzájemném vztahu. Publikace je zdrojem většiny informací, které jsou o Merrickovi známy, avšak obsahuje řadu nepřesností. Merrick se Trevesovi nikdy zcela nesvěřil o svém dětství, a tak je tato část jeho života v knize spíše útržkovitá. Záhadnější chybou je Merrickovo křestní jméno. Treves, ať již ve svých odborných článcích, tak v knize, používá jméno John. Není však jasné proč. Merrick se totiž podepisoval jako Joseph, což je patrné třeba z dochovaného dopisu. V rukopisu své knihy Treves začal příběh jménem Joseph, ale posléze jej přeškrtl a nahradil jménem John. Ať již byl důvod jakýkoli, tato chyba přetrvávala po většinu 20. století a dělali ji i pozdější životopisci vycházející z Trevesovy knihy.
Treves popsal Toma Normana, majitele panoptika vystavujícího Merricka, jako krutého opilce, který jej bezohledně vykořisťoval. Ten toto obviněn popřel v dopise deníku World's Fair i později ve svých pamětech, a uvedl, že lidem působícím ve svém panoptiku pouze nabídl možnost vydělat si na živobytí. Nadto dodal, že v Londýnské nemocnici byl Merrick rovněž vystavován, pouze bez kontroly jak a kdy se na něj ostatní dívají. Podle Nadji Durbachové, autorky knihy The Spectacle of Deformity: Freak Shows and Modern British Culture, nabízí Normanův postoj pohled do funkce viktoriánských panoptik, coby prostředku obživy pro chudé lidi s tělesnými deformacemi, stejně jako na postoj lékařů té doby. Durbachová zároveň varuje, že jak Trevesovy, tak Normanovy paměti, musí být brány jako „narativní (vyprávěcí) rekonstrukce (…) odrážející osobní a profesní předsudky, které jsou zaměřené na požadavky a očekávání velmi různých cílových skupin“.
Roku 1971 publikoval antropolog Ashley Montagu knihu The Elephant Man: A Study in Human Dignity, zabývající se Merrickovou povahou, přičemž vycházel z Trevesovy výše zmíněné publikace. Trevesův popis doplnil řadou dalších, včetně dopisu Carra Gomma do deníku The Times či zprávou o příčině Merrickovy smrti. Poukázal na několik existujících rozporů a v některých případech zpochybnil Trevesovu verzi událostí. Treves například tvrdil, že Merrick nevěděl, jak vypadala jeho matka, zatímco Carr Gomm uvedl, že Merrick sebou nosil její obrázek. Montagu zároveň kritizoval Trevesův předpoklad, že Merrickova matka byla „neschopná a nelidská“. Nicméně i Montagu se sám dopustil několika chyb; mimo jiné používal jméno John, namísto Joseph.
V roce 1980 vydali Michael Howell a Peter Ford knihu The True History of the Elephant Man, jež byla výsledkem jejich podrobného bádání v archivech. Podařilo se jim zjistit řadu nových informací o Merrickovi – kromě potvrzení toho, že jeho jméno bylo Joseph a nikoliv John, dokázali jeho životní příběh popsat detailněji. V knize vyvrátili některé Trevesovy závěry a dokázali, že Merricka jeho matka neopustila, a že se svobodně rozhodl vystupovat v panoptiku, aby si vydělal na živobytí.
Merrickův životní příběh se stal námětem několika dramatických ztvárnění (divadelních a filmových), které vycházely z Trevesova a Montagova popisu událostí. V roce 1979 měla premiéru divadelní hra Sloní muž amerického dramatika Bernarda Pomerance, která byla téhož roku oceněna cenou Tony v kategorii Nejlepší divadelní hra. Hlavní postavu Josepha Merricka v ní ztvárnil nejprve Philip Anglim, později David Bowie. Následujícího roku měl premiéru americký celovečerní film Sloní muž režiséra Davida Lynche, který si vysloužil řadu filmových nominací a prestižních ocenění (mimo jiné osm nominací na Oscara, čtyři nominace na Zlaté glóby nebo tři ceny BAFTA). Merricka v něm ztvárnil John Hurt, zatímco Fredericka Trevese hrál Anthony Hopkins. V roce 1982 vysílala americká televize ABC adaptaci Pomerancovy divadelní hry, v hlavní roli s Philipem Anglim. V České republice měla roku 2002 ve Státní opeře Praha světovou premiéru opera Joseph Merrick zvaný Sloní muž francouzského skladatele Laurenta Petitgirarda. O čtyři roky později realizovalo inscenaci divadelní hry o jeho životním příběhu brněnské HaDivadlo pod názvem Život a dobrodružství Josepha C. Merricka – Sloního muže.